# Godox
Godox (Shenzhen Godox Photo Equipment Co., Ltd.), és un fabricant xinès d'il·luminació, àudio i accessoris per a fotografia i video.
La seu central es troba a Shenzhen, Xina.

## Història
L'empresa es va fundar el 1993 com un fabricant d'equips d'il·luminació i àudio per a fotografia i video.
El 1998 Godox va presentar la sèrie d'il·luminació Mini Master, la seva primera solució d'il·luminació de mida compacte. El 1999 va llançar dues sèries de flaixos professionals, la sèrie F i M.
El 2011, Godox va llançar els flaixos de la càmera TT520, TT560, TT660, amb diferents número guia. I dos anys més tard, va presentar els AD360 i el V850. Un any més tard va presentar el seu primer flaix amb bateria de liti "Thinklite".
El 2015, es va presentar el X1R, un receptor per a flaix sense fils de 2.4GX. I l'any següent es va anunciar el flaix AD200, un d'alta velocitat que es pot usar fora de càmera.
El 2017, l'empresa va treure el mercat el model A1, un flaix per a telèfons intel·ligents. I el mateix temps va actualitzar la seva aplicació per telèfon intel·ligent, la qual ara pot controlar tots els flaixos de la marca sense fils.

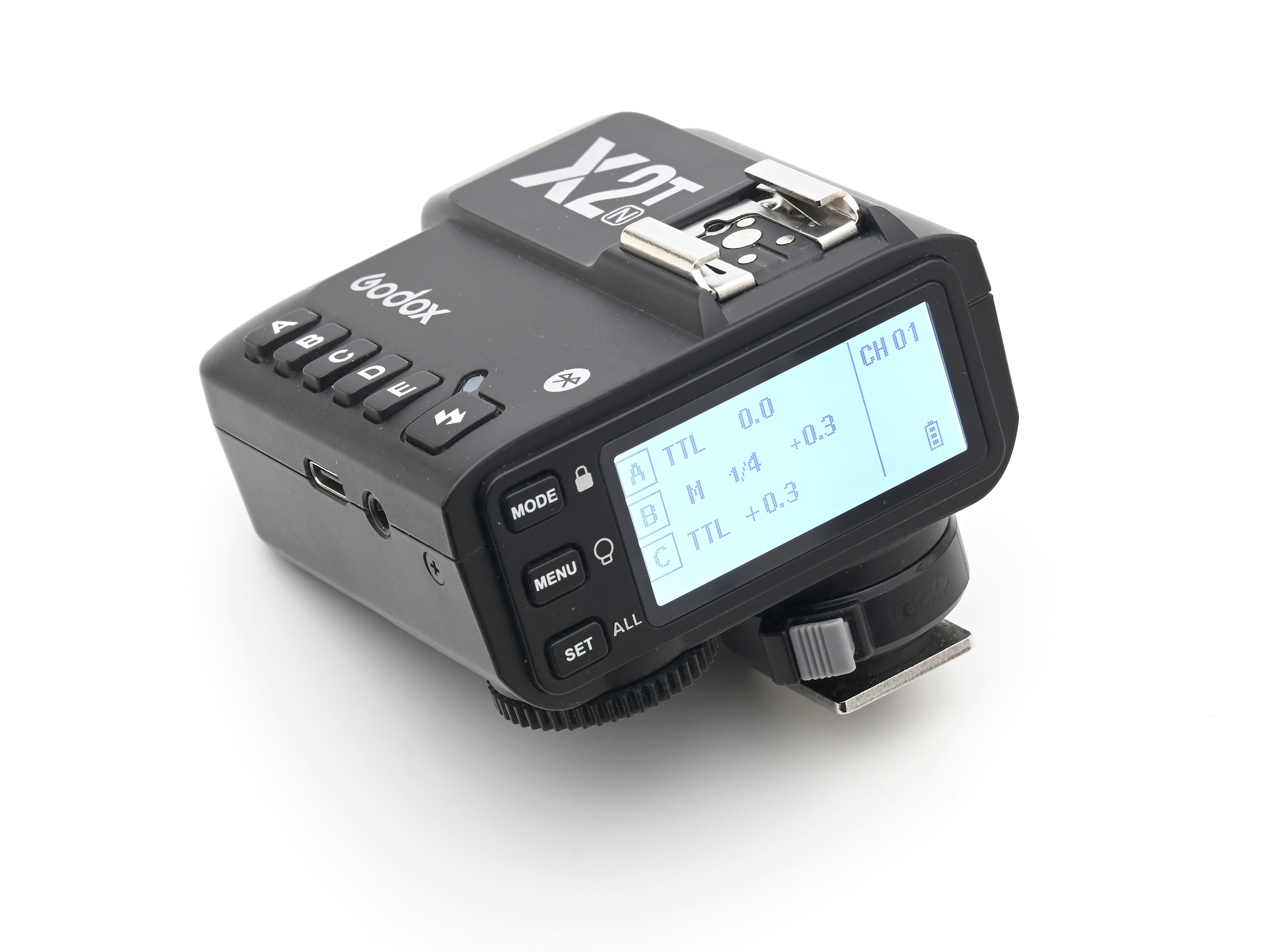
Receptor Godox X2T

El 2018, es va presentar el Godox V1 a la fira de Photokina. I el 2019 es va presentar el receptor X2T, una actualització de l'X1, ja que aquest compte amb bluetooth.
El 2023, Godox va presentar tres flaixos retro de para-sol plegable, el Lux Junior, Cadet i Senior (cada un d'ells amb més potència i més grans). Aquests, estan pensats per combinar amb algunes càmeres actuals, les quals tenen un aspecte antic (com les Olympus, les Fujifilm o la Nikon Z f).

## Godox V1
El 2018, es va presentar el Godox V1 a la fira de Photokina, i el 2019 va sortir a la venda. Aquest incorpora un capçal rodó i és compatible amb accessoris que s'acoblen mitjançant imants. Aquest flaix recorda molt el Profoto A1, però té un preu molt més baix. El mateix any, Profoto (que ha sol·licitat 7 patents diferents relacionades amb el flaix) va anunciar accions legals contra Godox per infracció de patents, ja que segons la marca, va copiar els dissenys. Tots dos inclouen un capçal rodó, una muntura magnètica per a modificadors, una lent Fresnel, llums de modelatge LED i molt més.
El director general de Profoto, Anders Hedebark, va dir a Fotosidan que la seva empresa "mai havia vist una còpia tan descarada" i que "sembla que Profoto té l'obligació d'actuar".
En una carta enviada per Godox als seus distribuïdors, la marca confirma que Profoto ha pressionat a diverses botigues i importadors perquè no venguin el V1. A més, la companyia assegura que no ha estat presentada cap mena de denúncia i que Profoto no té res a fer al no tenir aprovades les patents de les quals parla. "Profoto no té drets legals fins que no s'emeten les seves patents", escriu Godox. "Pot ser que les seves sol·licituds de patent no tinguin dret a cap protecció de patent".
Godox assenyala que els capçals de flaix circulars existeixen des de fa anys i es van patentar a la Xina ja l'any 2011. Altres característiques que comparteixen el V1 i l'A1, com ara la lent Fresnel, la muntura d'accessoris magnètics i el LED integrat, són "els mitjans tècnics habituals en el camp del flaix fotogràfic" i "no innovador", diu Godox.

## Premis
El 2019, el flaix de Godox AD400 Pro, un flaix d'estudi, va guanyar el premi de Technical Image Press Association (TIPA) com a millor sistema de flaix.
El 2021, el flaix de Godox AD100 Pro, un flaix portàtil, va guanyar el premi de Technical Image Press Association (TIPA) com a millor flaix portàtil.
El 2022, el flaix de Godox MF12, pensat per a fotografia macro i odontològica, va guanyar el premi de Technical Image Press Association (TIPA) com a millor flaix.
El 2023, el Godox MG1200Bi, va guanyar el premi de Technical Image Press Association (TIPA) com a millor llum LED professional.